# La Virgen (Cantabria)
La Virgen es una localidad del municipio de Udías (Cantabria, España). En el año 2014 contaba con una población de 184 habitantes (INE). Está a 135 metros de altitud sobre el nivel del mar, y se encuentra a una distancia de 1,2 kilómetros de la capital municipal, Pumalverde.
Según cuenta la historia, debe su nombre a la imagen mariana de la Virgen y por eso el lugar se encuentra bajo la advocación de la Caridad. Es una imagen de mucha devoción no sólo en el valle de Udías, sino también en los colindantes como el pueblo de Ruiloba que cada 9 de septiembre acuden a celebrar su promesa a la Virgen por haberles librado de la peste que en aquellos tiempos asoló la zona. Según la leyenda, donde se sitúa hoy el santuario, antiguamente había una pequeña ermita donde fue abandonado un niño, que fue acogido por el pueblo. Una vez se hizo mayor viajó a América donde hizo fortuna y, al regresar construyó el conocido santuario de la Caridad.